# Buslijn 41 (Amsterdam)
Buslijn 41 is een stadsbuslijn geëxploiteerd door het GVB die het station Holendrecht verbindt met de Bijlmermeer, Duivendrecht, Watergraafsmeer en het Amstelstation. Er hebben sinds 1961 drie lijnen met het lijnnummer 41 (en een lijn 41E). De huidige lijn 41 wordt gereden met bussen uit garage Zuid.

## Geschiedenis

### Lijn 41 I
De eerste lijn 41 werd ingesteld op 25 september 1961 en verbond het Amstelstation via het industriegebied Overamstel met het Victorieplein. De lijn reed alleen maandag tot en met vrijdag overdag. Daar de lijn in Overamstel buiten de gemeentegrens kwam mochten er alleen speciaal aangewezen bussen met een buitenvergunning dienst op doen. Ook was er een bijzonder tarief van kracht. Nadat lijn 41 sinds 30 september 1973 versterking kreeg van een spitslijn 46 die rechtstreeks naar het centraal station reed werd lijn 41 op 17 oktober 1977 opgeheven en vervangen door lijn 46.

### Lijn 41E
Op 6 oktober 1969 werd spitslijn 41E (extra) ingesteld tussen het Amstelstation en de H.J.E. Wenckebachweg en de Duivendrechtsekade. Na de opheffing van lijn 41 bleef lijn 41E toch lijn 41E en werd geen lijn 41. Op 15 oktober 1980 werd deze lijn samengevoegd met lijn 46.

### Lijn 41 II
Op 1 juni 1986 werd opnieuw een lijn 41 ingesteld, maar ditmaal vanuit garage West. 

#### Lijnen 40, 41, 42 en 47
Tot die datum reden in het westelijk havengebied de lijnen 40 en 42. Lijn 40 was ingesteld op 1 april 1961 en reed van de Oostzaanstraat via de Hembrug naar de Spaarndammerweg ten noorden van station Sloterdijk. Deze lijn verving hiermee de Fordlijn tussen de Fordfabrieken en het Centraalstation. Op de lijn was een bijzonder tarief van kracht.
Lijn 42 werd ingesteld op 11 september 1967 tussen de Oostzaanstraat en de Hornweg. In de loop der jaren zijn er verschillende routewijzigingen geweest maar in hoofdlijnen bleven de lijnen 40 en 42 het vervoer in het westelijk Havengebied verzorgen. In de avonduren reden de lijnen gecombineerd in verband met het geringe aantal passagiers op dat tijdstip.    
Op 1 juni 1986 werd een nieuw lijnennet ingevoerd in Westpoort. Dit betrof de ringlijnen 40 (rechtsom) en 41 (linksom) tussen station Sloterdijk en Westpoort waarbij met een grote lus de Coenhaven en de voormalige Hembrug met elkaar en met andere gedeelten van Westpoort werden verbonden. Lijn 42 werd naar Geuzenveld verlengd. In de avonduren en het weekeinde reed er een telefoonbus. Een jaar later werden de lijnen 40 en 41 gesplitst waarbij lijn 40 de Coenhaven en omgeving bediende en lijn 41 de Hembrug en omgeving. Lijn 42 verdween door het geringe aantal passagiers weer uit Geuzenveld. In 1989 werden de lijnen 40, 41 en 42 buiten de spits vervangen door lijn 47.
In september 1994 werd het lijnennet in Westpoort aangepast en gaven de lijnen 40, 41 en 42 voortaan alleen in de spits een snelle en korte verbinding tussen station Sloterdijk en diverse gedeelten van Westpoort waarbij lijn 41 naar Abberdaan reed ter vervanging van lijn 44. Lijn 47 verbond de meer afgelegen gedeelten van Westpoort met Station Sloterdijk. Buiten de spitsuren kwam er de Westpoorttaxi.

#### Lijnen 231, 232, 233, 237, 238 en 239

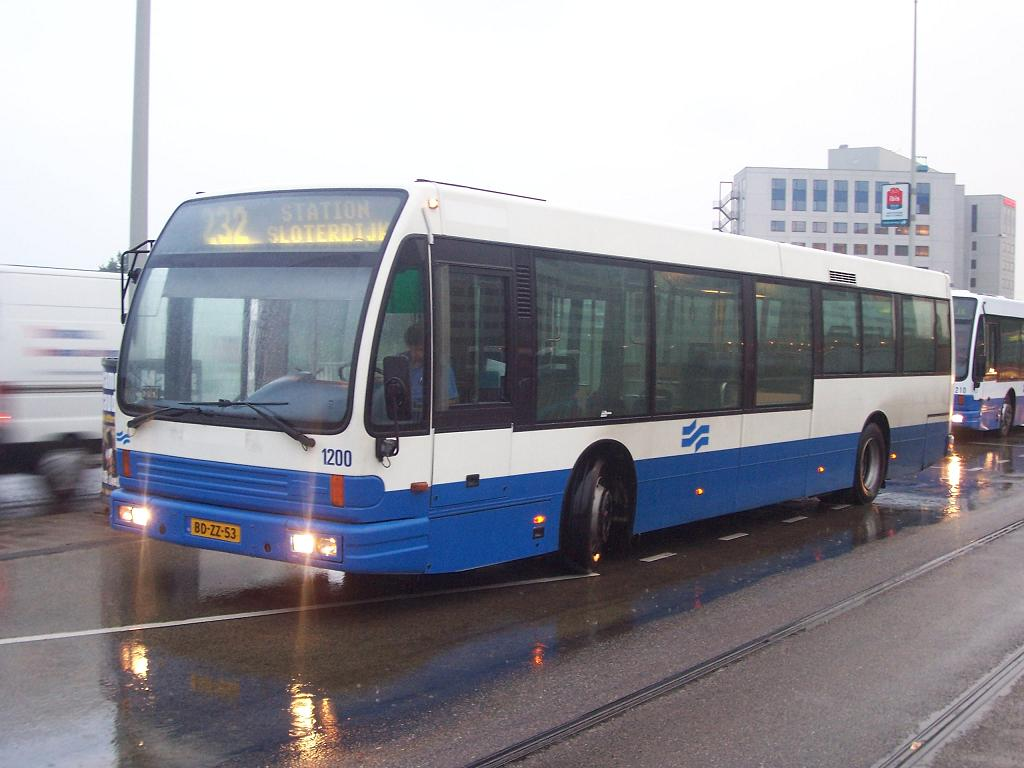
Gehuurde Den Oudsten Alliance 1200 van Connexxion op lijn 232 in 2006 op station Sloterdijk

In december 2003 werd lijn 40 gesplitst in lijn 238 en 239, lijn 41 werd vernummerd in lijn 231, lijn 42 in lijn 232 en lijn 47 werd gesplitst in lijn 233 en 237. Sinds 1 januari 2012 is lijn 231 (ex lijn 41) nog de enig overgebleven GVB buslijn in Westpoort. De passagiers van de opgeheven lijnen worden nu verwezen naar de Westpoortbus die wordt gereden door het touringcarbedrijf Jan de Wit. Het is echter geen openbaar vervoer maar besloten vervoer en men dient zich via diens werkgever aan te melden.
Op 11 oktober 2021 werden de lijnen 232 (in 2024 opgeheven) en 233 opnieuw in dienst gesteld nu tussen Station Sloterdijk en de Durbanweg en Sicilieweg in Westpoort. De exploitatie is in handen van Jan de Wit met voormalige bussen van Connexxion.

### Lijn 41 III

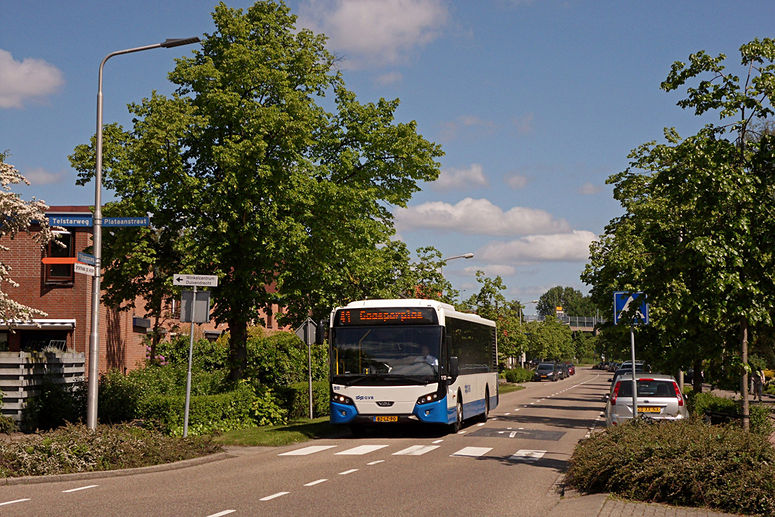
Bus van lijn 41 op de Rijksstraatweg in Duivendrecht

De huidige lijn 41 wordt ingesteld op 28 mei 2006 in het kader van de optimalisatie van het lijnennet van het GVB. De oostelijke tak van lijn 59 wordt daarbij vernummerd in lijn 41 en de lijn rijdt van het metrostation Gaasperplas via de 's-Gravendijkdreef, Bijlmerdreef, Dolingadreef, station Duivendrecht,  Duivendrecht, de Duivendrechtsebrug naar de Watergraafsmeer en verder naar het Muiderpoortstation en het KNSM-eiland. In 2009 wordt de lijn ingekort tot het Muiderpoorstation en gaat de tak naar het KNSM-eiland naar de nieuwe lijn 65. Op 9 december 2012 wordt de route in Duivendrecht rechtgetrokken via de Rijksstraatweg. Op 13 december 2015 wordt de lijn vanaf Kraaiennest in plaats van naar het station Gaasperplas te rijden verlegd via de Karspeldreef, Huntumdreef en Holendrechtdreef naar station Holendrecht ter compensatie van de opgeheven lijn 45. Op 8 december 2023 werd de lijn vanaf de Kruislaan via de Maxwellstraat en Hugo de Vrieslaan verlegd naar het Amstelstation.
Op het drukste gedeelte van de lijn op de Bijlmerdreef wordt door de week in de spits samen met de lijnen 47 en 66 veertien maal per uur gereden in beide richtingen.
Huidig: 15 · 18 · 21 · 22 · 34 · 35 · 36 · 37 · 38 · 40 · 41 · 43 · 44 · 47 · 48 · 49 · 61 · 62 · 63 · 65 · 66 · 68 · 231 · 233 · 245 · 246 · 247 · 267 · 360 · 369 · 461 · 463 · 464
Voormalig: A · B · C · D · E · F · G · H · K · L · M · P · R · S · 5 · 6 · 8 · 11 · 12 · 13S · 14 · 17 · 19 · 20 · 23 · 26 · 28 · 29 · 30 · 31 · 32 · 33 · 39 · 42 · 44P · 45 · 46 · 50/51 · 53 · 54 · 55 · 56 · 57 · 58 · 59 · 60 · 60S · 64 · 67 · 69 · 70 · 95/195 · 148 · 149 · 165/166 · 192 · 199 · 222 · 230 · 232 ·  240 · 248 · 249 · 265 · 269 · 315 · 326 · 465 · 580 · 581 · 582 · 583

Zie ook: Amsterdams busnet · Geschiedenis busnet · Amsterdams nachtbusnet · Portaal openbaar vervoer